# Centro pneumotáxico
Centro pneumotáxico, também conhecido como o grupo respiratório pontino, é uma rede de neurônios localizados na Ponte de valório dorso-lateral rostral (parabraquial medial). É dividido em núcleo Kölliker-fusível e núcleo parabraquial medial. É considerado um antagonista do centro apnéustico.

## Função
O centro pneumotáxico limita a rajada de potenciais de ação que passam pelo nervo frênico, efetivamente limitando a expansão pulmonar e regulando a frequência respiratória. Lesão nesse centro resulta em um aumento na profundidade da respiração e diminuição da frequência respiratória. Assim, é responsável pelo reflexo pulmonar de Hering-Breuer protegendo os pulmões contra estiramento excessivo. 